# Jōō (período Kamakura)
Jōō (貞応), también romanizado como Jō-ō, fue un nombre de la era japonesa (年号, nengō, lit. nombre del año) después de Jōkyū y antes de Gennin. Este período comenzó en abril de 1222 y terminó en noviembre de 1224. El emperador reinante era Go-Horikawa-tennō.

## Eventos de la Era Jōō
- 1222 (Jōō 2): Reglamentación relativa a los sueldos de los administradores de tierras (jitō) designados por el shogunato.
- 9 de julio de 1223 (Jōō 2, 20º día del 6º mes): Hōjō Tokimasa reconstruyó los edificios del Santuario de Asama en la base del cerro Fuji en la provincia de Suruga.[3]

## Otros sitios web
- National Diet Library, "The Japanese Calendar" -- visión histórica más imágenes ilustrativas de la colección de la biblioteca.

| Jōō  | 1º   | 2º   | 3º |
| ---- | ---- | ---- | -- |
| 1222 | 1223 | 1224 |    |

| Precedido por: Jōkyū | Era o nengō: Jōō | Sucedido por: Gennin |

- Datos: Q1194163